# Первомихайловка
Первомиха́йловка — деревня в Татарском районе Новосибирской области. Входит в состав Северотатарского сельсовета.

## География
Площадь деревни — 272 гектара.

## Население
| 2002 | 2007 | 2010 |
| ---- | ---- | ---- |
| 308  | ↘279 | ↘263 |

## Инфраструктура
В деревне по данным на 2007 год функционируют 1 учреждение здравоохранения и 1 учреждение образования.